# Benchmark (economia)
Il benchmark (o benchmarking) in economia è una metodologia basata sul confronto sistematico che permette alle aziende che lo applicano di compararsi con le migliori e soprattutto di apprendere da queste per migliorare.

## Origini
Risale alla fine degli anni settanta quando Robert Camp, per conto della Xerox Corporation, decise di migliorare radicalmente le prestazioni della funzione logistica attraverso un confronto di prodotti e processi operativi delle aziende più autorevoli presenti nella stessa zona di mercato.
Esistono molteplici definizioni di benchmark che tendono a distinguere un benchmark fatto fra aziende dello stesso settore su attività e processi simili (benchmark funzionale o di processo), e uno fra aziende di settori diversi con processi e attività diversi che non sono attribuibili a funzioni aziendali comuni (benchmark sui processi generici). Si aggiunge poi un terzo tipo di benchmark, quello strategico, o dei concorrenti diretti; in altre classificazioni esso include ed è teso a individuare anche i potenziali concorrenti di un'azienda e quelli indiretti, entrambi provenienti da altri settori.

## Tipologie di Benchmarking
Esso può essere:
- Benchmarking interno - fra settori diversi della stessa azienda. È rapido, semplice ed economico ma scarsamente efficace poiché raramente permette di trovare soluzioni realmente innovative.
- Benchmarking competitivo - fra aziende concorrenti. È abbastanza veloce, semplice ed economico e presenta buone possibilità di trovare soluzioni innovative, ma risulta tipicamente di difficile applicazione se non vi è collaborazione e se vi è timore nel rivelare dati fra concorrenti.
- Benchmarking funzionale - fra processi simili di organizzazioni diverse. Facilita l'azienda nel trovare collaborazione e soluzioni innovative, ma è molto costoso in termini di denaro e di tempo. Si necessita in questo caso di forte capacità di adattamento delle soluzioni analizzate.
- Benchmarking globale - fra processi diversi di organizzazioni diverse. Ha massima efficacia poiché si individuano le soluzioni migliori sul mercato, ma risulta di difficile applicazione poiché necessità di tempi di studio molto lunghi, visto che raramente le organizzazioni eccellenti aprono all'esterno il proprio know-how e le proprie competenze chiave. Anche qui si necessità di forte capacità di adattare soluzioni esterne alla propria azienda.
- Benchmarking energetico - ha lo scopo di confrontare i consumi energetici tra aziende diverse. È regolato dalla norma UNI CEI EN 16231:2012 che definisce la "Metodologia di benchmarking dell'efficienza energetica".

## Utilità del benchmark
La finalità del benchmark può essere la ristrutturazione, ossia di BPR (reingegnerizzazione dei processi aziendali) oppure un miglioramento incrementale qualitativo (ovvero non radicalmente diverso dal passato). 
Il benchmark viene effettuato scegliendo un cruscotto di indicatori, ciascuno con nome e metrica, che siano oggettivi, comprensibili, poco costosi da misurare, rappresentativi di un processo critico. La scelta del processo critico e dei relativi indicatori di prestazione chiave (KPI= Key Performance Indicators) termina con una verifica di robustezza in cui per ogni indicatore queste dimensioni sono valutate insieme tramite un metodo a punteggio (ad esempio l'Analytic Hierarchy Process).
Le metriche devono essere uguali per tutte le aziende oggetto del benchmark. Una comune unità di misura (es.: percentuale, metro, numero puro) assicura la confrontabilità dei risultati. In alcuni casi le aziende creano una rete d'imprese, con un sito Internet comune ad accesso riservato a quelle iscritte  in cui misurano e rendono visibili alle altre i valori oggetto del benchmark.
In altri casi le aziende si rivolgono a società di ricerche di mercato dove un esperto del settore, che magari ha lavorato in alcune aziende, stima i valori richieste; altrove si ricorre a società di consulenza che utilizzano fiere, riviste di settore, interviste a dipendenti e dirigenti. È importante specificare per i vari valori la fonte del dato e se esso è consuntivo, effettivo, target o un misto di questi.
Solitamente gli indicatori sono campionati a cadenza mensile con campioni di dimensione unitaria (un solo valore misurato, una volta al mese). Il benchmark per particolari necessità (soprattutto nel marketing) può essere fatto in qualunque momento dell'anno. Lo scarso numero e frequenza delle misure non pongono un  problema rilevante di qualità dei dati e imputazione degli errori. È limitato l'utilizzo di strumenti statistici; le grandezze utilizzate sono elementari quali media, moda, mediana.
È prassi consolidata effettuare benchmark con aziende di altri settori solamente a patto che siano le migliori in assoluto in uno specifico processo. Ad esempio il benchmark di un processo logistico verrà fatto con un vettore-spedizioniere che investe tutto il budget nella sola funzione logistica e che ha i tempi di consegna più bassi fra tutte le aziende nel mercato.
A seguito del processo di benchmarking vi è una fase di revisione dei valori target di prestazione da raggiungere, di individuazione delle buone prassi da studiare e imitare. Lo scopo principale è studiare i processi altrui per importarli in casa propria: non sempre l'imitazione è fattibile completamente, poiché il cambiamento si scontra con le inerzie, i vincoli e la cultura della propria azienda. 
L'azienda può scegliere se studiare il migliore in ogni prestazione oppure un migliore della classe che ha la migliore combinazione di valori fra prestazioni in contrasto e che ha il maggior numero di prestazioni in cui ha il massimo. Il migliore della classe è scelto fra aziende dello stesso settore; se le aziende con cui si fa il confronto sono almeno altre due, le buone prassi vengono studiate per ogni prestazione, trattandosi di un benchmark su un processo specifico, che si vuole conoscere a fondo.
In ogni indicatore (costo, servizio, qualità suddivisi in altre sottoclassi) il valore migliore delle aziende oggetto del benchmark diviene il target/obiettivo delle altre. Un limite di questo approccio diffuso è che un'azienda può non avere lo stesso budget da impiegare delle best practice, per esempio perché non è un vettore di trasporto e oltre alla logistica ha anche altri capitoli di spesa fra i quali deve dividere le sue risorse. Oppure perché una scelta strategica decide di privilegiare la qualità al costo e prezzo del prodotto; il miglior valore può essere ritenuto il massimo target oltre il quale un obiettivo diviene velleitario. Il valore particolare dipenderà da budget, struttura (funzioni) e scelte strategiche dell'impresa.
In tal senso, prima di affrontare uno studio dei processi delle best practice o comunque fra le prime cose da capire, è una stima dei costi fissi che come minimo è necessario sostenere per imitarne i processi e ottenere qualche beneficio. Talvolta è possibile imitare alcune attività a costi non elevatissimi, ma anche un'imitazione parziale ha delle dimensioni critiche di costo senza le quali non si ottengono benefici.